# Lagunillas kommun, Michoacán de Ocampo
Lagunillas är en kommun i Mexiko.   Den ligger i delstaten Michoacán de Ocampo, i den södra delen av landet, 240 km väster om huvudstaden Mexico City. Antalet invånare är 5 506. Arean är 84 kvadratkilometer.
Terrängen i Lagunillas är kuperad åt nordost, men åt sydväst är den platt.
Följande samhällen finns i Lagunillas:
- La Caja
- Ojo de Agua de Pastores
- El Romeral